# Daniel Péan
Daniel Péan   (Le Gault-du-Perche, 21 de desembre de 1954) és un antic pilot de motocròs francès que destacà en competició internacional durant la dècada del 1970. A banda dels tres títols de Campió de França de motocròs que va obtenir els anys 1975, 1976 i 1978, el 1977 va esdevenir el primer francès a guanyar un Gran Premi d'aquesta modalitat gràcies a la seva victòria al GP de Iugoslàvia de 250cc, celebrat el 5 de juny a Karlovac. Dins el seu palmarès hi ha altres victòries destacades, com ara la del segon Enduro de Le Touquet de la història (1976) o les tres que va obtenir en proves internacionals el 1981: el Cross Internacional d'Orly, el Trofeu 875 de Gaillefontaine i la Coupe des As.

## Biografia

### Els inicis
Daniel Péan es va començar a apassionar per la mecànica a només deu anys. En aquella època acostumava a anar a veure cada any les 24 Hores de Le Mans amb el seu pare i va decidir que volia ser pilot d'automobilisme. Péan conduïa sempre que podia els vells automòbils aparcats al taller del seu pare, mecànic, fins que la seva germana el va desafiar a conduir una motocicleta. Més tard, transformà en un model de fora d'asfalt una vella BSA 500 de carretera que havia heretat i preparà un terreny per a entrenar-s'hi a prop de casa. Cap als quinze anys, en un autèntic circuit de motocròs a Berchères-les-Pierres, Péan va vèncer-hi els experimentats pilots locals. El 1971 es va apuntar al Moto-Club de Brou i va canviar la seva pesada BSA per una Husqvarna de 250 cc. Els resultats no es van fer esperar i a la seva segona temporada, el 1972, ja fou subcampió de França júnior darrere de Jean-Claude Bontemps.
La temporada de 1973, a només divuit anys, Daniel Péan va debutar al Campionat del Món de motocròs en la categoria principal, 500cc. Al Gran Premi de Luxemburg, l'últim de la temporada, va obtenir-hi la cinquena posició, el millor resultat d'un francès al campionat fins aleshores. Mentre competia seguia estudiant un batxillerat tècnic a l'institut de Rechèvres, a Chartres.

### Èxits al mundial de 250cc (1974-1978)
D'ençà de 1974, Péan va passar a dedicar-se plenament al motocròs i en va esdevenir pilot professional. Va signar un contracte amb Maico i va tornar a córrer en 250cc, on la moto alemanya era més fàcil de conduir i vibrava menys que la de 500. El 1975 va guanyar el seu primer campionat de França de la cilindrada, el qual va revalidar el 1976 després d'haver-hi aconseguit totes les pole position i guanyar-ne totes les curses, cosa que ningú no havia fet abans. Al mundial d'aquell any va acabar-hi en dotzena posició després d'haver puntuat a gairebé tots els Grans Premis de la temporada. Tot i haver estat situat durant tot el campionat entre els deu primers de la classificació provisional, finalment va baixar a la dotzena, a tan sols un punt de la desena (la qual, si l'hagués aconseguit, hauria representat la millor classificació d'un francès en la història del campionat). Aquell any, a més, va guanyar la segona edició de l'Enduro de Le Touquet. Els seus èxits esportius el van donar a conèixer arreu de França i li van valdre un sucós contracte amb Total. Péan es guanyava bé la vida en aquells moments, entre el seu contracte amb Maico, les bonificacions de cursa i els contractes publicitaris (va ser el primer a representar marques alienes al món del motor).
El novembre de 1976, Daniel Péan va patir un greu accident durant una cursa a Gaillefontaine: poc després de la sortida, en un punt on el circuit s'estrenyia al final de la recta, va caure amb força i va perdre el coneixement; inconscient, va ser traslladat a l'hospital de Rouen on va romandre en coma durant quinze dies. Quan es va despertar no reconeixia ni la seva mare i va començar a patir uns atacs de bulímia que li van fer guanyar 20 quilos.
A finals de maig del 1977, ja recuperat, decidí de participar al motocròs internacional de Tremblay, on guanyà per davant de Joël Robert. Tot seguit se n'anà a córrer al Gran Premi de Iugoslàvia, que es disputava la setmana següent a Karlovac. A la primera mànega va fer el holeshot (nom que rep el fet de protagonitzar la millor sortida i ser el primer pilot a prendre el primer revolt) i va liderar la cursa durant 25 minuts abans de cedir-li el lloc al txec Antonín Baborovský. A la segona, va córrer tota la cursa dins el grup dels millors després d'un nou holeshot i va acabar en setè lloc. La seva regularitat es veié recompensada quan, davant la sorpresa general, va guanyar el Gran Premi gràcies a la suma favorable dels punts de les dues mànegues. Es convertí així en el primer francès a guanyar un Gran Premi del mundial. Sorpresos, els organitzadors van trigar vint minuts a trobar una gravació de La Marsellesa per a la cerimònia de lliurament de premis.
La temporada de 1978, malgrat un nou títol de campió de França i un quart lloc al Gran Premi de França, els èxits començaren a ser-li esquius.

### Segona etapa (1979-1984)
La temporada següent, 1979, Yamaha li oferí un contracte però Péan declinà l'oferta i signà amb Montesa, on esdevingué el principal pilot del seu equip de fàbrica. L'experiència, però, fou un fracàs i la relació del francès amb la marca catalana no va durar gaire. A mitjan temporada, veient que els resultats no eren els esperats, ambdues parts van decidir de rescindir el contracte. Péan va manifestar més tard que l'equip patia una certa descoordinació i manca de confiança. En paraules seves, la Cappra VE no era pas una mala moto, simplement li mancava una correcta posta a punt («Ma Montesa n'était pas une mauvaise moto, elle manquait simplement de misse au point»). Tornat a les curses amb una Kawasaki de sèrie, es va trencar el braç i va haver de renunciar al seu títol estatal.
Després d'un any en blanc el 1980, va començar el 1981 amb una estructura mínima al manillar d'una Kawasaki 500 de sèrie, havent d'assumir en solitari el manteniment de la seva moto. Tot i que va arribar convalescent a la primera prova, va impressionar la premsa i els observadors a mesura que anava agafant força al llarg de la temporada, fins al punt de ser l'únic que va poder aguantar el ritme de seu rival Jean-Jacques Bruno a les curses de Brou i Iffendic. Péan va acabar el campionat en cinquè lloc final i va tornar a comptar en l'escena continental. Al Gran Premi de Bèlgica fou desè i va tornar a puntuar així al mundial. Seleccionat per al Motocross des Nations, va tenir-hi una actuació excepcional i va acabar-hi vuitè entre els millors de banda i banda de l'Atlàntic. Aquell any el va completar amb sengles victòries al Cross Internacional d'Orly i al Trofeu 875 (una mànega en cadascuna de les tres cilindrades del mundial: 125, 250 i 500 cc) i un podi a la prestigiosa Coupe des As.
El 1982, dues punxades a l'última prova, mentre lluitava amb Jacky Vimond, el van privar d'un quart títol estatal de 250cc que tenia ben encarrilat. Durant el Gran Premi de França va ser tercer a la primera mànega però va tornar a punxar a la segona. Una fractura de fèmur a Nova Caledònia va posar fi a les seves últimes ambicions al més alt nivell.

### Retirada
El 1986 va obtenir la llicència d'entrenador de motociclisme i va acceptar la proposta del president de la federació de Lorena per fer-se càrrec d'una escola de pilotatge per a joves a Metz. Mentre hi treballava esdevingué entrenador de la FFM (Federació Francesa de Motociclisme).
Al Congrés de la FFM del 2010, Daniel Péan va ser distingit amb la medalla d'or de l'entitat en reconeixement de la seva carrera i el seu compromís amb l'esport del motociclisme.

## Palmarès
Font:
| Any  | Motocicleta      | Campionat del món | Campionat del món | Campionat de França | Campionat de França |
| Any  | Motocicleta      | 500cc             | 250cc             | 500cc               | 250cc               |
| ---- | ---------------- | ----------------- | ----------------- | ------------------- | ------------------- |
| 1971 | Husqvarna        | -                 | -                 | -                   | 11è Júnior          |
| 1972 | Husqvarna        | -                 | -                 | -                   | 2n Júnior           |
| 1973 | Maico            | 26è               | -                 | 5è                  | -                   |
| 1974 | Maico            | 26è               | -                 | -                   | 2n                  |
| 1975 | Maico            | -                 | 18è               | -                   | 1r                  |
| 1976 | Maico            | -                 | 12è               | -                   | 1r                  |
| 1977 | Maico            | -                 | 16è               | -                   | 2n                  |
| 1978 | Maico            | -                 | 17è               | -                   | 1r                  |
| 1979 | Montesa/Kawasaki | -                 | 34è               | -                   | 3r                  |
| 1980 | Kawasaki         | -                 | -                 | 15è                 | -                   |
| 1981 | Kawasaki         | 37è               | -                 | 5è                  | -                   |
| 1982 | Kawasaki         | -                 | 24è               | -                   | 2n                  |